# Матей Микитич Головчинський
Матей Микитич Головчинський (бл. 1470 - після 1536) — князь, державний діяч Великого князівства Литовського і Руського.

## Життєпис
Рід Головчинських походить від Старобудських князів Ряполовських, молодшої гілки Мономаховичів.
Син Микити Головчинського, що перейшов на службу Москві. 1495 року прибув до Великого князівства Литовського і Руського як секретар майбутньої дружини Великого князя Литовського і Руського Олександра Яґелончика Олени Іванівни, доньки Івана III. 
Намісник Княжацький і Тецеринський (1502), Бірштонський, Могилівський і Анікштанський (1507). 
Після смерті кн. Олени (1513 р.) був призначений Сигізмундом Старим намісником і державцем Бирштанів.
1536 року звертався до польського короля, Великого князя Литовського і Руського Сигізмунда I Старого, щоб після його смерті його сини Ярослав та Іван були Бирштонськими старостами. Зі своїх маєтків він виставляв до армії Великого князівства Литовського і Руського своїм коштом 79 вершників.
Від Олени Іванівни та Олександра Ягелончика отримав маєтки Струня біля Полоцька, Стаятишки у Віленському повіті, Єзна в Ковненському повіті, Княжицю та інші.